# إبراهيم الشقنقيري
إبراهيم الشقنقيري (10 أغسطس 1936- 8 فبراير 2018)، مخرج مصري. بعد تخرجه من المدرسة قرر التخصص في دراسة الفن الذي كان يعشقه منذ الصغر وحصل على ليسانس آداب تخصص سينما من جامعة كاليفورنيا الأمريكية سنة 1960. قام بإخراج العديد من الأفلام التلفزيونية وأفلام الفيديو. وقد أخرج العديد من المسلسلات منها لقيطة قصة الكاتب المصري محمد عبد الحليم عبد الله من بطولة زيزي البدراوي ومحمود مرسي.
ومن أقاربه العاملين في مجال الفن ابن أخيه الممثل محمد الشقنقيري.

## من أعماله
قام إبراهيم الشقنقيري بإخراج الكثير من الأعمال للتلفزيون والسينما وهذه بعضها:
- إحنا نروح القسم
- ساكن قصادي
- عيون
- أرض النفاق
- حكايات مستر أيوب ومسز عنايات
- قط وفار فايف ستار
- حدث في الهرم
- حاسبوا منه
- حكايات البنات.
- عواصف
- علي الزيبق (مسلسل 1985).
- محاكمة علي بابا (فيلم 1984).
- أنا لا أكذب ولكني أتجمل (فيلم 1981).
- فوزية البرجوازية (فيلم 1985)
- عين الحياة (فيلم 1970)

## جوائزه
| الجائزة                                                 | الفيلم                  | السنة |
| ------------------------------------------------------- | ----------------------- | ----- |
| جائزة مهرجان الإسكندرية السينمائي الدولي                | اللحظة الخالدة          | 1964  |
| جائزة الدراما                                           | الكتاب ذو الغلاف الجميل | 1965  |
| جائزة مهرجان لينبيرغ عن فئة الأفلام التسجيلية - ألمانيا | مجمل الأعمال            | 1968  |
| جائزة أحسن إخراج                                        | استقالة عالمة ذرة       | 1980  |
| جائزة مهرجان القاهرة السينمائي الدولي                   | أنا لا أكذب ولكني أتجمل | 1981  |